# كأس ألمانيا 1989–90
كأس ألمانيا 1989–90 (بالألمانية: DFB-Pokal 1989/90)‏ هو الموسم 47 من كأس ألمانيا. أشرف على تنظيمه اتحاد ألمانيا لكرة القدم، وكان عدد الأندية المشاركة فيه 64، وفاز فيه نادي كايزرسلاوترن.